# ییرژی لالا
ییرژی لالا (چکی: Jiří Lála؛ زادهٔ ۲۱ اوت ۱۹۵۹) بازیکن هاکی روی یخ اهل چکسلواکی بود.